# Јунион Сити (Њу Џерзи)
Јунион Сити (енгл. Union City) град је у америчкој савезној држави Њу Џерзи. По попису становништва из 2010. у њему је живело 66.455 становника.

## Демографија
Према попису становништва из 2010. у граду је живело 66.455 становника, што је 633 (0,9%) становника мање него 2000. године.
| Група             | 2000.          | 2010.          |
| Белци             | 8.890 (13,3%)  | 7.040 (10,6%)  |
| Афроамериканци    | 2.442 (3,6%)   | 3.487 (5,2%)   |
| Азијати           | 1.441 (2,1%)   | 1.587 (2,4%)   |
| Хиспаноамериканци | 55.226 (82,3%) | 56.291 (84,7%) |
| Укупно            | 67.088         | 66.455         |